# Luciano Vassalo
Luciano Vassalo (Asmara, 15 de agosto de 1935 – Ostia, 16 de setembro de 2022) foi um futebolista e treinador de futebol etíope de origem italiana. Nascido na atual Eritreia, é o futebolista que mais vezes atuou pela seleção nacional etíope.
Luciano jogou pela Seleção Etíope de Futebol nas Eliminatórias para a Copa do Mundo FIFA de 1962 e na Copa Africana de Nações de 1962, quando a Seleção da Etiópia ganhou seu único título da competição até o momento. Na competição ele marcou dois gols na semifinal contra a Tunísia, ficou em terceiro lugar na lista dos artilheiros da competição, e foi eleito o melhor jogador do torneio. Em clubes, atuou por Stella Asmarina, Ferrovieri Asmara, GS Gaggiret, GS Asmara, Cotton Factory e Saint George. Muitos consideram Vassalo como o melhor jogador etíope na história, junto com Mengistu Worku e Ydnekatchew Tessema.
Faleceu em 16 de setembro de 2022, aos 87 anos.

## Títulos

### Como jogador
Cotton Factory
- Campeonato Etíope: 1960, 1962, 1963, 1965

### Como treinador
EEPCO
- Copa da Etiópia: 1976